# Embajada de España en Namibia
La Embajada de España en Namibia es la máxima representación legal del Reino de España en la República de Namibia. También está acreditada en la República de Botsuana (1994).

## Embajador
El actual embajador es Antonio Javier Romera Pintor, quien fue nombrado por el gobierno de Pedro Sánchez el 24 de agosto de 2018.

## Misión diplomática
El Reino de España concentra su representación en el país en la embajada en la ciudad de Windhoek creada en 1990. Además, España está representada a través de dos consulados honorarios en las poblaciones de Lüderitz y Gaborone, capital de Botsuana.

## Historia
Namibia consiguió la independencia en 1990, tras una larga guerra (1966-1990) contra la República de Sudáfrica. España estableció relaciones diplomáticas el 16 de marzo de 1990.

## Demarcación
En la demarcación de Namibia se incluye:
- República de Botsuana: España estableció relaciones diplomáticas con Botsuana en 1981, pero los asuntos diplomáticos de Botsuana dependieron de la Embajada española en Zimbabue hasta 1994 cuando pasaron a depender de la Embajada española en Windhoek. En Botsuana existe un consulado honorario radicado en la ciudad de Gaborone, capital del país.[2]